# Кубок Федерации футбола СССР 1988
Кубок Федерации футбола СССР 1988 — третий розыгрыш Кубка Федерации футбола СССР. Обладателем кубка стал алма-атинский «Кайрат», обыгравший в финале бакинский «Нефтчи».

## Групповой турнир

### Группа А
| М | Команда               | И | В | Н | П | Мячи   | ±  | О |
| - | --------------------- | - | - | - | - | ------ | -- | - |
| 1 | «Жальгирис» (Вильнюс) | 6 | 4 | 1 | 1 | 10 − 5 | +5 | 9 |
| 2 | «Динамо» (Минск)      | 6 | 3 | 1 | 2 | 10 − 7 | +3 | 7 |
| 3 | «Динамо» (Киев)       | 6 | 1 | 2 | 3 | 6 − 10 | −4 | 4 |
| 4 | «Зенит» (Ленинград)   | 6 | 1 | 2 | 3 | 5 − 9  | −4 | 4 |

#### Результаты
| «Динамо» (Киев) | 0:2      | «Динамо» (Минск)     |
| --------------- | -------- | -------------------- |
|                 | протокол | 38′, 67′ Зыгмантович |

| «Жальгирис» (Вильнюс)     | 2:0      | «Зенит» (Ленинград) |
| ------------------------- | -------- | ------------------- |
| Шугжда 50′ · Квилюнас 80′ | протокол |                     |

| «Зенит» (Ленинград) | 0:1      | «Динамо» (Киев) |
| ------------------- | -------- | --------------- |
|                     | протокол | 65′ Канчельскис |

| «Динамо» (Минск)         | 2:0      | «Жальгирис» (Вильнюс) |
| ------------------------ | -------- | --------------------- |
| Шалимо 19′ · Широкий 69′ | протокол |                       |

| «Зенит» (Ленинград)                | 2:1      | «Динамо» (Минск) |
| ---------------------------------- | -------- | ---------------- |
| Саленко 30′ (пен.) · Афанасьев 48′ | протокол | 68′ Широкий      |

| «Жальгирис» (Вильнюс)                     | 3:1      | «Динамо» (Киев) |
| ----------------------------------------- | -------- | --------------- |
| Римкус 8′ · Бридайтис 57′ · Фридрикас 85′ | протокол | 21′ Погодин     |

| «Зенит» (Ленинград) | 0:0      | «Жальгирис» (Вильнюс) |
| ------------------- | -------- | --------------------- |
|                     | протокол |                       |

| «Динамо» (Минск) | 1:1      | «Динамо» (Киев) |
| ---------------- | -------- | --------------- |
| Шалимо 14′       | протокол | 9′ Стельмах     |

| «Динамо» (Минск)                                   | 3:1      | «Зенит» (Ленинград) |
| -------------------------------------------------- | -------- | ------------------- |
| Зыгмантович 5′ (пен.) · Антонович 15′ · Шалимо 20′ | протокол | 14′ Данилов         |

| «Динамо» (Киев) | 1:2      | «Жальгирис» (Вильнюс)             |
| --------------- | -------- | --------------------------------- |
| Мороз 41′       | протокол | 2′ Якубаускас · 49′ (пен.) Шугжда |

| «Динамо» (Киев)            | 2:2      | «Зенит» (Ленинград)       |
| -------------------------- | -------- | ------------------------- |
| Заец 50′ · Канчельскис 62′ | протокол | 2′ Афанасьев · 7′ Саленко |

| «Жальгирис» (Вильнюс)           | 3:1      | «Динамо» (Минск) |
| ------------------------------- | -------- | ---------------- |
| Шугжда 15′, 58′ · Фридрикас 84′ | протокол | 90′ Наумов       |

### Группа Б
| М | Команда             | И | В | Н | П | Мячи    | ±  | О |
| - | ------------------- | - | - | - | - | ------- | -- | - |
| 1 | «Кайрат» (Алма-Ата) | 6 | 3 | 2 | 1 | 18 − 12 | +6 | 8 |
| 2 | «Нефтчи» (Баку)     | 6 | 2 | 2 | 2 | 15 − 17 | −2 | 6 |
| 3 | «Шахтёр» (Донецк)   | 6 | 2 | 2 | 2 | 10 − 11 | −1 | 6 |
| 4 | «Динамо» (Тбилиси)  | 6 | 1 | 2 | 3 | 10 − 13 | −3 | 4 |

#### Результаты
| «Шахтёр» (Донецк)   | 1:3      | «Нефтчи» (Баку)                            |
| ------------------- | -------- | ------------------------------------------ |
| Драгунов 42′ (пен.) | протокол | 52′ (пен.), 56′ Пономарёв · 86′ Сулейманов |

| «Динамо» (Тбилиси) | 0:0      | «Кайрат» (Алма-Ата) |
| ------------------ | -------- | ------------------- |
|                    | протокол |                     |

| «Шахтёр» (Донецк) | 1:1      | «Динамо» (Тбилиси) |
| ----------------- | -------- | ------------------ |
| Рыдный 70′        | протокол | 62′ Коргалидзе     |

| «Кайрат» (Алма-Ата)                     | 4:4      | «Нефтчи» (Баку)                                        |
| --------------------------------------- | -------- | ------------------------------------------------------ |
| Пехлеваниди 51′, 79′ · Карачун 61′, 67′ | протокол | 31′ Касумов · 63′ Сулейманов · 69′ Кадыров · 71′ Алиев |

| «Шахтёр» (Донецк)        | 2:1      | «Кайрат» (Алма-Ата) |
| ------------------------ | -------- | ------------------- |
| Кобозев 8′ · Свистун 22′ | протокол | 54′ Пехлеваниди     |

| «Динамо» (Тбилиси)            | 2:3      | «Нефтчи» (Баку)                   |
| ----------------------------- | -------- | --------------------------------- |
| Сванадзе 47′ · Пирцхалава 81′ | протокол | 49′ Рзаев · 59′ Алиев · 69′ Лемиш |

| «Нефтчи» (Баку)                                   | 3:4      | «Кайрат» (Алма-Ата)                            |
| ------------------------------------------------- | -------- | ---------------------------------------------- |
| Алекперов 31′ · Джавадов 48′ · Рафиков 62′ (авт.) | протокол | 3′ Масудов · 13′, 29′ Карачун · 78′ Найдовский |

| «Динамо» (Тбилиси)   | 1:3      | «Шахтёр» (Донецк)              |
| -------------------- | -------- | ------------------------------ |
| Герасимец 39′ (авт.) | протокол | 5′ Герасимец · 28′, 62′ Ященко |

| «Кайрат» (Алма-Ата)                          | 3:1      | «Шахтёр» (Донецк) |
| -------------------------------------------- | -------- | ----------------- |
| Масудов 6′ · Карачун 10′ · Волгин 77′ (пен.) | протокол | 64′ Гуляев        |

| «Динамо» (Тбилиси)                                        | 4:0      | «Нефтчи» (Баку) |
| --------------------------------------------------------- | -------- | --------------- |
| Цаава 42′ · Джишкариани 63′ · Коргалидзе 67′ · Кецбая 83′ | протокол |                 |

| «Шахтёр» (Донецк)        | 2:2      | «Нефтчи» (Баку)             |
| ------------------------ | -------- | --------------------------- |
| Кобозев 70′ · Ященко 81′ | протокол | 12′ Алекперов · 72′ Касумов |

| «Кайрат» (Алма-Ата)                                                     | 6:2      | «Динамо» (Тбилиси)                    |
| ----------------------------------------------------------------------- | -------- | ------------------------------------- |
| Волгин 3′ · Карачун 11′, 22′ · Иванов 18′ · Найдовский 36′ · Жидков 78′ | протокол | 64′ (пен.) Апциаури · 74′ Кавелашвили |

### Группа В
| М | Команда              | И | В | Н | П | Мячи   | ±   | О |
| - | -------------------- | - | - | - | - | ------ | --- | - |
| 1 | «Спартак» (Москва)   | 6 | 3 | 3 | 0 | 15 − 4 | +11 | 9 |
| 2 | «Динамо» (Москва)    | 6 | 2 | 3 | 1 | 7 − 6  | +1  | 7 |
| 3 | «Торпедо» (Москва)   | 6 | 2 | 2 | 2 | 6 − 7  | −1  | 6 |
| 4 | «Локомотив» (Москва) | 6 | 0 | 2 | 4 | 5 − 16 | −11 | 2 |

#### Результаты
| «Торпедо» (Москва) | 1:0      | «Локомотив» (Москва) |
| ------------------ | -------- | -------------------- |
| Рудаков 82′        | протокол |                      |

| «Спартак» (Москва) | 1:1      | «Динамо» (Москва) |
| ------------------ | -------- | ----------------- |
| Мостовой 72′       | протокол | 44′ Щетников      |

| «Торпедо» (Москва) | 0:1      | «Динамо» (Москва) |
| ------------------ | -------- | ----------------- |
|                    | протокол | 66′ Смертин       |

| «Локомотив» (Москва) | 1:2      | «Спартак» (Москва)          |
| -------------------- | -------- | --------------------------- |
| Русяев 8′            | протокол | 63′ Родионов · 81′ Черенков |

| «Торпедо» (Москва) | 0:3      | «Спартак» (Москва)                       |
| ------------------ | -------- | ---------------------------------------- |
|                    | протокол | 25′ Капустин · 30′ Иванов · 38′ Родионов |

| «Динамо» (Москва) | 1:1      | «Локомотив» (Москва) |
| ----------------- | -------- | -------------------- |
| Смирнов 19′       | протокол | 68′ Гуринович        |

| «Локомотив» (Москва) | 1:1      | «Торпедо» (Москва) |
| -------------------- | -------- | ------------------ |
| Черников 52′         | протокол | 78′ Кузьмичёв      |

| «Динамо» (Москва) | 0:0      | «Спартак» (Москва) |
| ----------------- | -------- | ------------------ |
|                   | протокол |                    |

| «Спартак» (Москва)                                                                                        | 8:1      | «Локомотив» (Москва) |
| --- | -------- | -------------------- |
| Новиков 21′, 51′ (пен.) · Шикунов 23′ · Черенков 38′ · Шалимов 44′ · Бубнов 56′ · Кужлев 58′ · Иванов 59′ | протокол | 80′ Федин            |

| «Динамо» (Москва) | 1:3      | «Торпедо» (Москва)                   |
| ----------------- | -------- | ------------------------------------ |
| Рыбаков 90′       | протокол | 15′ Ковач · 35′ Рудаков · 47′ Гришин |

| «Спартак» (Москва) | 1:1      | «Торпедо» (Москва) |
| ------------------ | -------- | ------------------ |
| Черенков 39′       | протокол | 19′ Гришин         |

| «Локомотив» (Москва) | 1:3      | «Динамо» (Москва)                        |
| -------------------- | -------- | ---------------------------------------- |
| Тимашов 16′          | протокол | 34′ Стукашов · 43′ Буланов · 85′ Смирнов |

### Группа Г
| М | Команда                  | И | В | Н | П | Мячи   | ±  | О |
| - | ------------------------ | - | - | - | - | ------ | -- | - |
| 1 | «Металлист» (Харьков)    | 6 | 4 | 0 | 2 | 9 − 4  | +5 | 8 |
| 2 | «Черноморец» (Одесса)    | 6 | 3 | 1 | 2 | 11 − 9 | +2 | 7 |
| 3 | «Днепр» (Днепропетровск) | 6 | 2 | 2 | 2 | 5 − 6  | −1 | 6 |
| 4 | «Арарат» (Ереван)        | 6 | 1 | 1 | 4 | 5 − 11 | −6 | 3 |

#### Результаты
| «Металлист» (Харьков)      | 2:0      | «Днепр» (Днепропетровск) |
| -------------------------- | -------- | ------------------------ |
| Морозов 46′ · Романчук 90′ | протокол |                          |

| «Арарат» (Ереван) | 1:3      | «Черноморец» (Одесса)                   |
| ----------------- | -------- | --------------------------------------- |
| Саркисян 90′      | протокол | 16′ Щербаков · 38′ Секинаев · 68′ Гущин |

| «Днепр» (Днепропетровск) | 2:1      | «Черноморец» (Одесса) |
| ------------------------ | -------- | --------------------- |
| Сон 12′ · Шахов 36′      | протокол | 32′ Гусев             |

| «Арарат» (Ереван) | 0:1      | «Металлист» (Харьков) |
| ----------------- | -------- | --------------------- |
|                   | протокол | 84′ Бондарь           |

| «Черноморец» (Одесса) | 1:0      | «Металлист» (Харьков) |
| --------------------- | -------- | --------------------- |
| Кузнецов 76′ (пен.)   | протокол |                       |

| «Днепр» (Днепропетровск) | 0:0      | «Арарат» (Ереван) |
| ------------------------ | -------- | ----------------- |
|                          | протокол |                   |

| «Черноморец» (Одесса)                     | 3:2      | «Арарат» (Ереван)                |
| ----------------------------------------- | -------- | -------------------------------- |
| Гусев 30′ · Перепаденко 34′ · Имреков 81′ | протокол | 56′ Сукиасян · 90′ (пен.) Тоноян |

| «Днепр» (Днепропетровск) | 1:0      | «Металлист» (Харьков) |
| ------------------------ | -------- | --------------------- |
| Сон 43′                  | протокол |                       |

| «Черноморец» (Одесса)       | 2:2      | «Днепр» (Днепропетровск)    |
| --------------------------- | -------- | --------------------------- |
| Кузнецов 24′ · Зирченко 44′ | протокол | 15′ Евтушенко · 39′ Сторчак |

| «Металлист» (Харьков)                              | 4:1      | «Арарат» (Ереван) |
| -------------------------------------------------- | -------- | ----------------- |
| Морозов 25′ · Есипов 39′ · Баранов 47′ · Хагба 79′ | протокол | 30′ Демирчян      |

| «Металлист» (Харьков) | 2:1      | «Черноморец» (Одесса) |
| --------------------- | -------- | --------------------- |
| Тарасов 50′, 52′      | протокол | 76′ Секинаев          |

| «Арарат» (Ереван) | 1:0      | «Днепр» (Днепропетровск) |
| ----------------- | -------- | ------------------------ |
| Кочарян 78′       | протокол |                          |

## Плей-офф
|  | Четвертьфиналы        | Четвертьфиналы      |                     |   | Полуфиналы | Полуфиналы |  |  | Финал | Финал |
|  |                       |                     |                     |   |            |            |  |  |       |       |
|  |                       |                     |                     |   |            |            |  |  |       |       |
|  |                       |                     |                     |   |            |            |  |  |       |       |
|  | «Жальгирис» (Вильнюс) | 2 (2)               |                     |   |            |            |  |  |       |       |
|  | «Жальгирис» (Вильнюс) | 2 (2)               |                     |   |            |            |  |  |       |       |
|  | «Нефтчи» (Баку)       | 2 (4)               |                     |   |            |            |  |  |       |       |
|  | «Нефтчи» (Баку)       | 2 (4)               | «Нефтчи» (Баку)     | 2 |            |            |  |  |       |       |
|  |                       |                     | «Нефтчи» (Баку)     | 2 |            |            |  |  |       |       |
|  |                       | «Спартак» (Москва)  | 1                   |   |            |            |  |  |       |       |
|  | «Спартак» (Москва)    | «Спартак» (Москва)  | 1                   | 3 |            |            |  |  |       |       |
|  | «Спартак» (Москва)    |                     |                     | 3 |            |            |  |  |       |       |
|  | «Черноморец» (Одесса) | 2                   |                     |   |            |            |  |  |       |       |
|  | «Черноморец» (Одесса) | 2                   | «Кайрат» (Алма-Ата) | 4 |            |            |  |  |       |       |
|  |                       |                     | «Кайрат» (Алма-Ата) | 4 |            |            |  |  |       |       |
|  |                       | «Нефтчи» (Баку)     | 1                   |   |            |            |  |  |       |       |
|  | «Металлист» (Харьков) | «Нефтчи» (Баку)     | 1                   | 0 |            |            |  |  |       |       |
|  | «Металлист» (Харьков) |                     |                     | 0 |            |            |  |  |       |       |
|  | «Динамо» (Москва)     | 1                   |                     |   |            |            |  |  |       |       |
|  | «Динамо» (Москва)     | 1                   | «Динамо» (Москва)   | 0 |            |            |  |  |       |       |
|  |                       |                     | «Динамо» (Москва)   | 0 |            |            |  |  |       |       |
|  |                       | «Кайрат» (Алма-Ата) | 1                   |   |            |            |  |  |       |       |
|  | «Кайрат» (Алма-Ата)   | «Кайрат» (Алма-Ата) | 1                   | 3 |            |            |  |  |       |       |
|  | «Кайрат» (Алма-Ата)   |                     |                     | 3 |            |            |  |  |       |       |
|  | «Динамо» (Минск)      | 0                   |                     |   |            |            |  |  |       |       |
|  | «Динамо» (Минск)      | 0                   |                     |   |            |            |  |  |       |       |
|  |                       |                     |                     |   |            |            |  |  |       |       |
|  |                       |                     |                     |   |            |            |  |  |       |       |

### 1/4 финала
| «Спартак» (Москва)                      | 3:2      | «Черноморец» (Одесса)     |
| --------------------------------------- | -------- | ------------------------- |
| Шалимов 14′ · Кужлев 67′ · Аргудяев 86′ | протокол | 26′ Гусев · 89′ Никифоров |

| «Металлист» (Харьков) | 0:1      | «Динамо» (Москва) |
| --------------------- | -------- | ----------------- |
|                       | протокол | 29′ (авт.) Сусло  |

| «Кайрат» (Алма-Ата)         | 3:0      | «Динамо» (Минск) |
| --------------------------- | -------- | ---------------- |
| Волгин 23′, 29′ · Пацай 73′ | протокол |                  |

| «Жальгирис» (Вильнюс)                        | 2:2 (доп. вр.) | «Нефтчи» (Баку)                       |
| -------------------------------------------- | -------------- | ------------------------------------- |
| Сукристов 68′ · Фридрикас 72′                | протокол       | 7′ Абушев · 81′ Касумов               |
| Пенальти                                     |                |                                       |
| Квиткаускас · Шугжда · Бридайтис · Фридрикас | 2 : 4          | Касумов · Рзаев · Мирзоев · Алекперов |

### 1/2 финала
| «Нефтчи» (Баку)              | 2:1      | «Спартак» (Москва) |
| ---------------------------- | -------- | ------------------ |
| Сулейманов 9′ · Гусейнов 34′ | протокол | 68′ Черенков       |

| «Динамо» (Москва) | 0:1      | «Кайрат» (Алма-Ата) |
| ----------------- | -------- | ------------------- |
|                   | протокол | 1′ Кистер           |

## Финал
| 22 ноября 1988 | \| «Кайрат» (Алма-Ата) \| 4:1 протокол \| «Нефтчи» (Баку) \| \| Карачун 44′, 65′, 74′, 85′ \| Голы \| 47′ Касумов \| | Республиканский стадион, Кишинёв Зрителей: 900 Судьи: Евгений Канана (Донецк) Н. Бартфельд (Москва), Н. Стулень (Кишинёв) |
| «Кайрат»: Чекмезов, Тимофеев, Иванов, Яровенко, Волгин, Карачун, Кистер (Рафиков), Ледовских, Салимов, Масудов, Жидков (Пасько) Гл. тренер: Леонид Остроушко «Нефтчи»: Гасанов, Азимов, Абдуллаев, Абушев, Алхазов, Сулейманов, Гусейнов (Лемиш), Касумов, Вахабзаде (Кадыров, Мирзоев), Ахмедов, Алекперов Гл. тренер: Юрий Кузнецов | | |
| «Кайрат» (Алма-Ата) | 4:1 протокол | «Нефтчи» (Баку) |
| Карачун 44′, 65′, 74′, 85′ | Голы | 47′ Касумов |

## Лучшие бомбардиры
| Место | Игрок            | Клуб        | Матчи | Голы (пен.) |
| ----- | ---------------- | ----------- | ----- | ----------- |
| 1     | Виктор Карачун   | «Кайрат»    | 8     | 11          |
| 2     | Гедиминас Шугжда | «Жальгирис» | 4     | 4 (1)       |
| 3     | Вели Касумов     | «Нефтчи»    | 6     | 4           |
| 4     | Фёдор Черенков   | «Спартак»   | 8     | 4           |
| 5     | Сергей Волгин    | «Кайрат»    | 9     | 4 (1)       |